# Onthophagus trituber
Onthophagus trituber là một loài bọ cánh cứng trong họ Bọ hung (Scarabaeidae).